# Die badende Nymphe
Die badende Nymphe ist ein deutsches Stummfilm-Gesellschaftsdrama mit Johanna Terwin in der Hauptrolle.

## Handlung
Die schöne Gattin eines Millionärs erklärt sich bereit, einem von innerer Leere erfassten und in einer Schaffenskrise befindlichen Künstler Modell zu stehen. Getrieben wird sie von purer Kunstbegeisterung, wenngleich auch einige Freunde sie ebenfalls zu überreden versuchten. Das Werk des Bildhauers soll Die badende Nymphe heißen und starke künstlerische (wie auch erotische) Wirkung erzielen. Um bei ihrem Mann keinen falschen Eindruck zu erwecken und gar nicht erst Eifersucht aufkommen zu lassen, erzählt sie diesem nichts von ihrer hüllenfallenden Absicht. Als er dennoch ihrem Treiben auf die Spur kommt, ist der Millionär umso empörter, wittert er doch einen Fall von beginnendem Ehebruch. 
Die fertige Skulptur mit den Zügen seiner Gattin vor Augen, sieht er sich in seinen schlimmsten Befürchtungen bestätigt. Er stellt sie zur Rede, doch die Teuerste leugnet, je Modell gestanden zu haben. Erst als auch sie die Badende Nymphe sieht, kann sie angesichts frappierender Ähnlichkeit nicht mehr abstreiten, dass ihr Körper die Vorlage gab. Scham und Angst führen dazu, dass sich das Modell in seiner Paranoia überall und ständig von der Marmorskulptur verfolgt sieht. Auf der Flucht vor ihrem steinernen Ebenbild flieht die Frau in einen See, dessen Fluten sie verschlingen. Erst als er ihres Leichnams ansichtig wird, erfährt der trauernde Witwer, dass er seine tote Frau zu Unrecht verdächtigt hatte. Bei jeder Sitzung sei, so muss er zur Kenntnis nehmen, die Schwester des Freundes des Bildhauers, der einst die Frau dazu überredet hatte, Modell zu stehen, anwesend gewesen.

## Produktionsnotizen
Die badende Nymphe entstand im Frühjahr 1914 im Eiko-Film-Atelier in Berlin-Marienfelde. Der Dreiakter mit einer Länge von rund 1100 Meter passierte die Zensur im Mai 1914 und wurde wohl wenig später uraufgeführt. 

## Kritik
„Johanna Terwin in der Rolle der Millionärsgattin zeigt sich hier als Künstlerin, die auch der schwersten Aufgabe, die ihr der Filmdichter stellt, gewachsen ist. Ihre künstlerische Leistung in diesem Bilde ist umso höher zu werten, da ihre diesbezügliche Rolle keine Gelegenheit zu starken Aeußerungseffekten gibt und dennoch starkes dramatisches Können erfordert.“